# Wharton (Ohio)
Wharton is een plaats (village) in de Amerikaanse staat Ohio, en valt bestuurlijk gezien onder Wyandot County.

## Demografie
Bij de volkstelling in 2000 werd het aantal inwoners vastgesteld op 409.
In 2006 is het aantal inwoners door het United States Census Bureau geschat op 392, een daling van 17 (-4,2%).

## Geografie
Volgens het United States Census Bureau beslaat de plaats een oppervlakte van
3,3 km², geheel bestaande uit land. Wharton ligt op ongeveer 267 m boven zeeniveau.

## Plaatsen in de nabije omgeving
De onderstaande figuur toont nabijgelegen plaatsen in een straal van 12 km rond Wharton.